# Adriana Varejão
Pour les articles homonymes, voir Varejão.
Adriana Varejão, née en 1964 à Rio de Janeiro, est une artiste contemporaine brésilienne.

## Expositions
- 2005 : fondation Cartier pour l'art contemporain.

- 2014 : Imagine Brazil, invitée par Paulo Nimer Pjota[1].